# 道の駅一覧 は行
道の駅 < 道の駅一覧
| あ行 | か行 | さ行 | た行 | な行 | は行 | ま行 | や-わ行 |

日本の道の駅のうち、は行で始まるものの一覧である。
道の駅の記事を書かれる方へ：
道の駅の記事を書いた場合は、この一覧にも書き込んで下さい。
道の駅の記事のフォーマットについては、プロジェクト:道の駅をご覧になるか、すでに投稿されている記事を参考にして下さい。

## は
- 道の駅ハウスヤルビ奈井江（はうすやるびないえ）：北海道
- 道の駅はが：栃木県
- 道の駅はが：兵庫県
- 道の駅伯方S・Cパーク（はかたえすしーパーク）：愛媛県
- 道の駅萩往還（はぎおうかん）：山口県
- 道の駅萩・さんさん三見（はぎさんさんさんみ）：山口県
- 道の駅萩しーまーと（はぎしーまーと）：山口県
- 道の駅パークイン丹生ケ丘（パークいんにゅうがおか）：福井県
- 道の駅パーク七里御浜（パークしちりみはま）：三重県
- 道の駅はくしゅう：山梨県
- 道の駅白山文化の里長滝（はくさんぶんかのさとながたき）：岐阜県
- 道の駅白馬（はくば）：長野県
- 道の駅箱根峠（はこねとうげ）：神奈川県
- 道の駅はしかみ：青森県
- 道の駅パスカル清見（ぱすかるきよみ）：岐阜県
- 道の駅八王子滝山（はちおうじたきやま）：東京都
- 道の駅ハチ北（はちきた）：兵庫県
- 道の駅はちもり：秋田県
- 道の駅発酵の里こうざき（はっこうのさとこうざき）：千葉県
- 道の駅はっとう：鳥取県
- 道の駅パティオにいがた:新潟県
- 道の駅ばとう：栃木県
- 道の駅羽鳥湖高原（はとりここうげん）：福島県
- 道の駅花街道付知（はなかいどうつけち）：岐阜県
- 道の駅花かげの郷まきおか（はなかげのさとまきおか）：山梨県
- 道の駅はなぞの：埼玉県
- 道の駅花の駅 千曲川（はなのえき ちくまがわ）：長野県
- 道の駅花の里いいじま（はなのさといいじま）：長野県
- 道の駅花の三聖苑伊豆松崎（はなのさんせいえんいずまつざき）：静岡県
- 道の駅はなまき西南（はなまきせいなん）：岩手県
- 道の駅はなやか（葉菜野花）小清水（はなやかこしみず）：北海道
- 道と川の駅花ロードえにわ（はなロードえにわ）：北海道
- 道の駅はなわ：福島県
- 道の駅はにゅう：埼玉県
- 道の駅半布里の郷 とみか（はにゅりのさと とみか）：岐阜県
- 道の駅パパスランドさっつる：北海道
- 道の駅ハピネスふくえ：山口県
- 道の駅はやちね：岩手県
- 道の駅原尻の滝（はらじりのたき）：大分県
- 道の駅原鶴（はらづる）：福岡県
- 道の駅針T・R・S（はりてらす）：奈良県
- 道の駅播磨いちのみや（はりまいちのみや）：兵庫県
- 道の駅パレットピアおおの：岐阜県
- 道の駅はわい：鳥取県
- 道の駅ばんだい：福島県
- 道の駅番屋（ばんや）：福島県

## ひ
- 道の駅ピア21しほろ：北海道
- 道の駅ビーナスライン蓼科湖（ビーナスラインたてしなこ）：長野県
- 道の駅びえい「丘のくら」（びえいおかのくら）：北海道
- 道の駅びえい「白金ビルケ」（びえいしろがねビルケ）：北海道
- 道の駅ビオスおおがた：高知県
- 道の駅東浦ターミナルパーク（ひがしうらターミナルパーク）：兵庫県
- 道の駅東近江市あいとうマーガレットステーション（ひがしおうみしあいとうマーガレットステーション）：滋賀県
- 道の駅ひがしかわ「道草館」（ひがしかわ「みちくさかん」）：北海道
- 道の駅東松島（ひがしまつしま）：宮城県
- 道の駅東由利（ひがしゆり）：秋田県
- 道の駅匹見峡（ひきみきょう）：島根県
- 道の駅秘境の郷いずみ（ひきょうのさといずみ）：熊本県
- 道の駅ひだ朝日村（ひだあさひむら）：岐阜県
- 道の駅飛騨街道なぎさ（ひだかいどうなぎさ）：岐阜県
- 道の駅飛騨金山ぬく森の里温泉（ひだかなやまぬくもりのさとおんせん）：岐阜県
- 道の駅飛騨たかね工房（ひだたかねこうぼう）：岐阜県
- 道の駅ひたちおおた：茨城県
- 道の駅常陸大宮（ひたちおおみや）：茨城県
- 道の駅日立おさかなセンター（ひたちおさかなセンター）：茨城県
- 道の駅飛騨白山 （ひだはくさん）：岐阜県
- 道の駅飛騨古川いぶし（ひだふるかわいぶし）：岐阜県（登録抹消）
- 道の駅羊のまち 侍・しべつ（ひつじのまち さむらい・しべつ）：北海道
- 道の駅人吉（ひとよし）：熊本県
- 道の駅ひない：秋田県
- 道の駅ひなの里かつうら（ひなのさとかつうら）：徳島県
- 道の駅びふか：北海道
- 道の駅ひまわり：長崎県
- 道の駅氷見（ひみ）：富山県
- 道の駅ピュアラインにしき：山口県
- 道の駅日向（ひゅうが）：宮崎県
- 道の駅日義木曽駒高原（ひよしきそこまこうげん）：長野県
- 道の駅日吉夢産地（ひよしゆめさんち）：愛媛県
- 道の駅平泉（ひらいずみ）：岩手県
- 道の駅ひらた：福島県
- 道の駅美良布（びらふ）：高知県
- 道の駅蒜山高原（ひるぜんこうげん）：岡山県
- 道の駅ひろさき：青森県
- 道の駅広瀬・富田城（ひろせ・とだじょう）：島根県
- 道の駅ひろた：愛媛県
- 道の駅広見森の三角ぼうし（ひろみもりのさんかくぼうし）：愛媛県
- 道の駅樋脇（ひわき）：鹿児島県
- 道の駅びわ湖大橋米プラザ（びわここめぷらざ）：滋賀県
- 道の駅日和佐（ひわさ）：徳島県
- 道の駅びんご府中（びんごふちゅう）：広島県
- 道の駅ピンネシリ：北海道

## ふ
- 道の駅FARMUS木島平（ふぁーむすきじまだいら）：長野県
- 道の駅風穴の里（ふうけつのさと）：長野県
- 道の駅フェニックス：宮崎県
- 道の駅フォーレスト276大滝（ふぉーれすと276おおたき）：北海道（登録抹消）
- 道の駅ふぉレスト君田（ふぉれすときみた）：広島県
- 道の駅フォーレなかかわね茶茗舘（ふぉーれなかかわねちゃめいかん）：静岡県
- 道の駅ふかうら：青森県
- 道の駅ふくしま：福島県
- 道の駅ふくしま東和（ふくしまとうわ）：福島県
- 道の駅福光（ふくみつ）：富山県
- 道の駅福良（ふくら）：兵庫県
- 道の駅富士（ふじ）：静岡県
- 道の駅ふじおやま：静岡県
- 道の駅富士川（ふじかわ）：山梨県
- 道の駅藤川宿（ふじかわしゅく）：愛知県
- 道の駅富士川楽座（ふじかわらくざ）：静岡県
- 道の駅ふじみ：群馬県
- 道の駅富士見（ふじみ）：北海道
- 道の駅富士吉田（ふじよしだ）：山梨県
- 道の駅布施ヶ坂（ふせがさか）：高知県
- 道の駅豊前おこしかけ（ぶぜんおこしかけ）：福岡県
- 道の駅ふたかみパーク當麻（ふたかみぱーくたいま）：奈良県
- 道の駅ふたつい：秋田県
- 道の駅ふたみ：愛媛県
- 道の駅筆柿の里・幸田（ふでがきのさと・こうた）：愛知県
- 道の駅ふなこし：岩手県
- 道の駅舟屋の里 伊根（ふなやのさと いね）：京都府
- 道の駅富有柿の里いとぬき（ふゆうがきのさといとぬき）：岐阜県
- 道の駅富楽里とみやま（ふらりとみやま）：千葉県
- 道の駅ふるさとセンター大塔（ふるさとせんたーおおとう）：和歌山県
- 道の駅ふるさと豊田（ふるさととよた）：長野県
- 道の駅ふるどの：福島県
- 道の駅ふるびらたらこミュージアム：北海道
- 道の駅ふれあいパーク・きみつ：千葉県
- 道の駅ふれあいパークみの：香川県
- 道の駅フレッシュあさご：兵庫県
- 道の駅風Wとままえ（ふわっととままえ）：北海道
- 道の駅風和里しばやま（ふわりしばやま）：千葉県

## へ
- 道の駅平成（へいせい）：岐阜県
- 道の駅べに花の郷おけがわ（べにばなのさとおけがわ）：埼玉県
- 道の駅ヘルシーテラス佐久南（へるしーてらすさくみなみ）：長野県

## ほ
- 道の駅ほうじょう（ほうじょう）：鳥取県
- 道の駅望羊中山（ぼうようなかやま）：北海道
- 道の駅鳳来三河三石（ほうらいみかわさんごく）：愛知県
- 道の駅ぽかぽかランド美麻（ぽかぽからんどみあさ）：長野県
- 北欧の風 道の駅とうべつ（ほくおうのかぜ みちのえきとうべつ）：北海道
- 道の駅星のふる里ふじはし（ほしのふるさとふじはし）：岐阜県
- 道の駅細入（ほそいり）：富山県
- 道の駅保田小学校（ほたしょうがっこう）：千葉県
- 道の駅蛍街道西ノ市（ほたるかいどうにしのいち）：山口県
- 道の駅ほっとぱ〜く・浅科（ほっとぱ〜く・あさしな）：長野県
- 道の駅ほっと♡はぼろ：北海道
- 道の駅ポート赤碕（ぽーとあかざき）：鳥取県
- 道の駅本庄（ほんじょう）：島根県